# Museu Integrado de Roraima
O Museu Integrado de Roraima (MIRR) é um museu público estadual localizado na cidade de Boa Vista, capital do estado de Roraima, Brasil. Inaugurado em 13 de fevereiro de 1985, é mantido pela Fundação de Meio Ambiente, Ciência e Tecnologia do Estado de Roraima (FEMACT) e está instalado em um edifício de 750 metros quadrados no interior do Parque Anauá.
O museu conserva o mais importante acervo museológico do estado de Roraima. A coleção, bastante diversificada, é composta por peças adquiridas por meios de coletas, aquisições e doações, abrangendo diversos temas, como geologia, botânica, zoologia, arqueologia, etnologia, história e artes visuais.
O museu realiza atividades de pesquisa nas áreas de zoologia e antropologia, além de exposições temporárias temáticas e atividades culturais e educativas. É equipado com biblioteca e auditório com capacidade para 140 pessoas. Conta com a participação da sociedade civil na realização de atividades, por meio da Associação de Amigos do Museu Integrado de Roraima (AMIRR), criada em 1999.

## História
O Museu Integrado de Roraima foi criado em 1984, durante o governo de Arídio Martins de Magalhães, como uma divisão do Departamento de Cultura da Secretaria de Educação, Cultura e Desporto, com o objetivo de pesquisar, identificar, cadastrar, conservar e expor didaticamente objetos relacionados ao patrimônio natural e cultural do então Território Federal (hoje Estado) de Roraima. Sua inauguração, entretanto, ocorreu em 13 de fevereiro de 1985, em um prédio localizado no Parque Anauá, em Boa Vista. Em seus primeiros anos, o museu contou com a assessoria de outras instituições, como a Fundação Joaquim Nabuco, o Museu Paraense Emílio Goeldi, o Instituto Nacional de Pesquisas da Amazônia e a Fundação Pró-Memória.
Após a sua inauguração, o museu passou a desenvolver trabalhos em diversas áreas do conhecimento, tais como botânica, zoologia, etnologia, arqueologia e história, com foco no estado de Roraima, além de buscar a formação de coleções científicas de referência. Com o objetivo de suprir a lacuna deixada pela ausência de centros de pesquisa no estado, o museu também buscou produzir artigos e documentos, com divulgação de sua produção científica por meio do Boletim do MIRR, além de material de apoio pedagógico e de difusão cultural, programas educativos e montagem de exposições itinerantes, de longa e de curta duração. Muitas dessas ações eram e continuam a ser desenvolvidas por meio de parcerias e convênios, como os que o museu mantém com a Universidade Federal de Roraima e com o Conselho Nacional de Desenvolvimento Científico e Tecnológico (CNPq).
Um dos mais importantes projetos desenvolvido pelo MIRR, em conjunto com a Universidade Federal de Roraima e com o Instituto Arte na Escola, foi o "Pólo Arte na Escola", visando a formação continuada em arte-educação para professores das redes pública e privada de ensino. O projeto mantém diversos grupos de estudos com pesquisas financiadas pelo CNPq e oficinas de arte abertas à comunidade. O projeto conta com a chancela institucional da Organização das Nações Unidas para a Educação, a Ciência e a Cultura e com apoio do Banco Nacional de Desenvolvimento Econômico e Social, do Fórum de Pró-Reitores de Extensão das Universidades Públicas e da Revista Pátio.
Em 2003, o museu foi vinculado à Diretoria de Pesquisas e Estudos Amazônicos da Fundação de Meio Ambiente, Ciência e Tecnologia do Estado de Roraima (FEMACT). A instituição é equipada com um auditório com capacidade para 140 pessoas, destinado à realização de seminários, encontros, palestras, cursos e apresentações artísticas, biblioteca especializada em ciências naturais e humanas e laboratórios de pesquisa.

## Acervo
O museu conserva uma coleção bastante diversificada, formada por meio de pesquisas de campo, doações espontâneas, permutas e aquisições pelo poder público.
Possui um acervo de ciências naturais (geologia, botânica, zoologia), que inclui diversas coleções de referência científica, incluindo herbário, insetário, carpoteca, xiloteca, coleções de répteis e peixes, etc.
O museu também abriga importantes coleções de artefatos arqueológicos e de objetos da cultura material dos principais grupos indígenas que habitam Roraima (ianomâmis, uaiuais, iecuanas, macuxis, taurepangues, capons, uapixanas, uaimiris-atroaris, etc.). Há ainda documentos e objetos de interesse histórico, referentes à ocupação colonizadora da região e obras de artistas plásticos ativos no estado.

## Desativado
Conforme uma reportagem publicada no Jornal Roraima em Tempo, o museu está desativado desde 2011. Todo o acervo encontra-se guardado em prédios públicos. Ainda segundo a reportagem, diversas irregularidades foram apontadas no principal centro histórico de Roraima e várias peças do acervo já foram furtadas, além de equipamentos de precisão, computadores e material permanente do MIRR. Segundo o  governo do Estado de Roraima, o Instituto de Amparo à Ciência e Tecnologia (Iact) aguarda o término da catalogação das peças para que o centro seja aberto novamente aos visitantes,